# Categoría Primera A 2006
Die Categoría Primera A 2006, nach einem Sponsor Copa Mustang 2006 genannt, war eine aus Apertura und Finalización bestehende Spielzeit der höchsten kolumbianischen Spielklasse im Fußball der Herren. Die Apertura war die dreiundsechzigste und die Finalización die vierundsechzigste Austragung der kolumbianischen Meisterschaft. Aufsteiger war Cúcuta Deportivo.
Meister der Apertura wurde Deportivo Pasto und Meister der Finalización wurde Cúcuta Deportivo. Für beide Mannschaften war es der erste Titel. Direkter Absteiger war Envigado FC, während Atlético Huila die Relegation spielen musste und diese gegen Valledupar FC gewann.

## Modus
Es wurden zwei Meister ermittelt, einer für jede Halbserie. Jeder Halbserienmeister  war automatisch für die Copa Libertadores qualifiziert. Ein dritter Platz wurde an den Verein vergeben, der nach der Zusammenzählung aller Punkte und Tore der Phasen 1 und 2 der ersten und der zweiten Halbserienmeisterschaft am höchsten stand. Sollte ein Verein beide Halbserienmeisterschaften gewinnen, so würde der zweite Teilnehmer an der Libertadores nach demselben Verfahren ausgewählt wie der dritte Teilnehmer. Die beiden Teilnehmer an der Copa Sudamericana wurde nach demselben Schema ermittelt wie der dritte Libertadores-Teilnehmer: die Vereine, die in der Gesamtjahreswertung hinter diesem standen, waren qualifiziert.
Ein direkter Absteiger in die Categoría Primera B wurde durch eine gesonderte Abstiegstabelle bestimmt, die aus dem Durchschnitt der vergangenen drei Spielzeiten ermittelt wurde. Der Zweitletzte spielte eine Relegation gegen den Zweiten der zweiten Liga.

## Teilnehmer
Die folgenden Vereine nahmen an den beiden Halbserien der Spielzeit 2006, Apertura und Finalización teil.
| Mannschaft             | Stadt        | Departamento       | Stadion                        | erste Saison in der Primera A |
| ---------------------- | ------------ | ------------------ | ------------------------------ | ----------------------------- |
| América de Cali        | Cali         | Valle del Cauca    | Pascual Guerrero               | 1948                          |
| Atlético Bucaramanga   | Bucaramanga  | Santander          | Alfonso López                  | 1949                          |
| Atlético Huila         | Neiva        | Huila              | Guillermo Plazas Alcid         | 1993                          |
| Atlético Nacional      | Medellín     | Antioquia          | Atanasio Girardot              | 1948                          |
| Boyacá Chicó           | Tunja        | Boyacá             | La Independencia               | 2004                          |
| Cúcuta Deportivo       | Cúcuta       | Norte de Santander | General Santander              | 1950                          |
| Deportes Quindío       | Armenia      | Quindío            | Centenario                     | 1952                          |
| Deportes Tolima        | Ibagué       | Tolima             | Manuel Murillo Toro            | 1955                          |
| Deportivo Cali         | Cali         | Valle del Cauca    | Pascual Guerrero               | 1948                          |
| Deportivo Pasto        | Pasto        | Nariño             | Departamental Libertad         | 1999                          |
| Deportivo Pereira      | Pereira      | Risaralda          | Hernán Ramírez Villegas        | 1949                          |
| Envigado FC            | Envigado     | Antioquia          | Polideportivo Sur              | 1992                          |
| Independiente Medellín | Medellín     | Antioquia          | Atanasio Girardot              | 1948                          |
| Junior                 | Barranquilla | Atlántico          | Metropolitano Roberto Meléndez | 1948                          |
| Millonarios            | Bogotá D.C.  | Bogotá             | El Campín                      | 1948                          |
| Once Caldas            | Manizales    | Caldas             | Palogrande                     | 1948                          |
| Real Cartagena         | Cartagena    | Bolívar            | Pedro de Heredia               | 1971                          |
| Santa Fe               | Bogotá D.C.  | Bogotá             | El Campín                      | 1948                          |

## Apertura
In der ersten Phase spielten alle 18 Mannschaften im Ligamodus einmal gegeneinander, zusätzlich gab es einen Spieltag mit Clásicos, an dem Spiele mit Derby-Charakter ausgetragen wurden. Die ersten acht Mannschaften qualifizierten sich für die Finalrunde, die aus zwei Vierer-Gruppen bestand, deren beiden Sieger den Meister ermittelten.

### Ligaphase

#### Tabelle
| Pl. | Verein                 | Sp. | S  | U | N  | Tore    | Diff. | Punkte |
| --- | ---------------------- | --- | -- | - | -- | ------- | ----- | ------ |
| 1.  | Once Caldas            | 18  | 10 | 7 | 1  | 031:150 | +16   | 37     |
| 2.  | Cúcuta Deportivo (N)   | 18  | 11 | 4 | 3  | 029:140 | +15   | 37     |
| 3.  | Deportes Tolima        | 18  | 9  | 5 | 4  | 036:190 | +17   | 32     |
| 4.  | Atlético Nacional      | 18  | 9  | 3 | 6  | 027:190 | +8    | 30     |
| 5.  | Deportivo Pereira      | 18  | 7  | 8 | 3  | 020:150 | +5    | 29     |
| 6.  | Millonarios            | 18  | 7  | 7 | 4  | 027:230 | +4    | 28     |
| 7.  | Deportivo Cali (M)     | 18  | 8  | 4 | 6  | 020:170 | +3    | 28     |
| 8.  | Deportivo Pasto        | 18  | 7  | 6 | 5  | 028:210 | +7    | 27     |
| 9.  | Deportes Quindío       | 18  | 8  | 3 | 7  | 018:170 | +1    | 27     |
| 10. | América de Cali        | 18  | 8  | 3 | 7  | 020:250 | −5    | 27     |
| 11. | Envigado FC            | 18  | 5  | 7 | 6  | 020:220 | −2    | 22     |
| 12. | Atlético Bucaramanga   | 18  | 6  | 3 | 9  | 017:230 | −6    | 21     |
| 13. | Boyacá Chicó           | 18  | 4  | 8 | 6  | 019:220 | −3    | 20     |
| 14. | Santa Fe               | 18  | 5  | 5 | 8  | 024:320 | −8    | 20     |
| 15. | Atlético Huila         | 18  | 6  | 2 | 10 | 017:330 | −16   | 20     |
| 16. | Junior                 | 18  | 4  | 5 | 9  | 022:290 | −7    | 17     |
| 17. | Independiente Medellín | 18  | 3  | 5 | 10 | 015:280 | −13   | 14     |
| 18. | Real Cartagena         | 18  | 2  | 1 | 15 | 014:300 | −16   | 07     |

| (M) | Meister Finalización 2005: Deportivo Cali                     |
| (N) | Aufsteiger aus der Categoría Primera B 2005: Cúcuta Deportivo |

### Gruppenphase

#### Gruppe A
| Pl. | Verein            | Sp. | S | U | N | Tore    | Diff. | Punkte |
| --- | ----------------- | --- | - | - | - | ------- | ----- | ------ |
| 1.  | Deportivo Cali    | 6   | 3 | 3 | 0 | 011:600 | +5    | 12     |
| 2.  | Deportes Tolima   | 6   | 2 | 3 | 1 | 009:800 | +1    | 09     |
| 3.  | Once Caldas       | 6   | 2 | 1 | 3 | 007:100 | −3    | 07     |
| 4.  | Deportivo Pereira | 6   | 1 | 2 | 3 | 010:130 | −3    | 05     |

#### Gruppe B
| Pl. | Verein            | Sp. | S | U | N | Tore    | Diff. | Punkte |
| --- | ----------------- | --- | - | - | - | ------- | ----- | ------ |
| 1.  | Deportivo Pasto   | 6   | 4 | 1 | 1 | 009:500 | +4    | 13     |
| 2.  | Cúcuta Deportivo  | 6   | 3 | 1 | 2 | 008:800 | ±0    | 10     |
| 3.  | Atlético Nacional | 6   | 2 | 0 | 4 | 009:100 | −1    | 06     |
| 4.  | Millonarios       | 6   | 1 | 2 | 3 | 005:800 | −3    | 05     |

### Finale
| Datum                                            |                 | Ergebnis |                 | Ort   |
| ------------------------------------------------ | --------------- | -------- | --------------- | ----- |
| 21.06.2006                                       | Deportivo Cali  | 0:1      | Deportivo Pasto | Cali  |
| 25.06.2006                                       | Deportivo Pasto | 1:1      | Deportivo Cali  | Pasto |
| Gesamt:                                          | Deportivo Cali  | 1:2      | Deportivo Pasto |       |
| damit wurde Deportivo Pasto Meister der Apertura |                 |          |                 |       |

### Torschützenliste
Bei gleicher Anzahl von Treffern sind die Spieler alphabetisch geordnet.
| Pl. | Spieler                | Mannschaft        | Tore |
| --- | ---------------------- | ----------------- | ---- |
| 1.  | Jorge Díaz Moreno      | Cúcuta Deportivo  | 15   |
| 2.  | Dayro Moreno           | Once Caldas       | 14   |
| 3.  | Carlos Villagra        | Deportivo Pasto   | 13   |
| 4.  | Sergio Galván          | Santa Fe          | 12   |
| 4.  | Carlos Darwin Quintero | Deportes Tolima   | 12   |
| 6.  | Víctor Aristizábal     | Atlético Nacional | 9    |
| 6.  | Orlando Ballesteros    | Millonarios       | 9    |
| 6.  | John Charria           | Deportes Tolima   | 9    |

## Finalización
In der ersten Phase spielten alle 18 Mannschaften im Ligamodus einmal gegeneinander, zusätzlich gab es einen Spieltag mit Clásicos, an dem Spiele mit Derby-Charakter ausgetragen wurden. Die ersten acht Mannschaften qualifizierten sich für die Finalrunde, die aus zwei Vierer-Gruppen bestand, deren beiden Sieger den Meister ermittelten.

### Ligaphase

#### Tabelle
| Pl. | Verein                 | Sp. | S  | U | N  | Tore    | Diff. | Punkte |
| --- | ---------------------- | --- | -- | - | -- | ------- | ----- | ------ |
| 1.  | Deportes Tolima        | 18  | 10 | 4 | 4  | 031:190 | +12   | 34     |
| 2.  | Independiente Medellín | 18  | 10 | 2 | 6  | 029:220 | +7    | 32     |
| 3.  | Boyacá Chicó           | 18  | 10 | 2 | 6  | 022:150 | +7    | 32     |
| 4.  | Atlético Huila         | 18  | 9  | 4 | 5  | 025:170 | +8    | 31     |
| 5.  | Atlético Nacional      | 18  | 9  | 4 | 5  | 020:150 | +5    | 31     |
| 6.  | Cúcuta Deportivo (N)   | 18  | 9  | 4 | 5  | 022:180 | +4    | 31     |
| 7.  | Deportivo Pasto (M)    | 18  | 9  | 3 | 6  | 023:150 | +8    | 30     |
| 8.  | Millonarios            | 18  | 8  | 3 | 7  | 023:190 | +4    | 27     |
| 9.  | Deportes Quindío       | 18  | 8  | 3 | 7  | 024:250 | −1    | 27     |
| 10. | Deportivo Cali         | 18  | 6  | 7 | 5  | 023:210 | +2    | 25     |
| 11. | Real Cartagena         | 18  | 7  | 4 | 7  | 017:170 | ±0    | 25     |
| 12. | Santa Fe               | 18  | 6  | 6 | 6  | 034:300 | +4    | 24     |
| 13. | Deportivo Pereira      | 18  | 6  | 4 | 8  | 023:240 | −1    | 22     |
| 14. | Junior                 | 18  | 5  | 5 | 8  | 019:290 | −10   | 20     |
| 15. | Once Caldas            | 18  | 5  | 4 | 9  | 023:310 | −8    | 19     |
| 16. | Atlético Bucaramanga   | 18  | 4  | 4 | 10 | 022:320 | −10   | 16     |
| 17. | América de Cali        | 18  | 3  | 4 | 11 | 020:330 | −13   | 13     |
| 18. | Envigado FC            | 18  | 3  | 3 | 12 | 014:320 | −18   | 12     |

| (M) | Meister Apertura 2006: Deportivo Pasto                        |
| (N) | Aufsteiger aus der Categoría Primera B 2005: Cúcuta Deportivo |

### Gruppenphase

#### Gruppe A
| Pl. | Verein            | Sp. | S | U | N | Tore    | Diff. | Punkte |
| --- | ----------------- | --- | - | - | - | ------- | ----- | ------ |
| 1.  | Deportes Tolima   | 6   | 4 | 0 | 2 | 010:500 | +5    | 12     |
| 2.  | Atlético Nacional | 6   | 2 | 2 | 2 | 006:500 | +1    | 08     |
| 3.  | Deportivo Pasto   | 6   | 2 | 2 | 2 | 008:110 | −3    | 08     |
| 4.  | Boyacá Chicó      | 6   | 1 | 2 | 3 | 007:100 | −3    | 05     |

#### Gruppe B
| Pl. | Verein                 | Sp. | S | U | N | Tore    | Diff. | Punkte |
| --- | ---------------------- | --- | - | - | - | ------- | ----- | ------ |
| 1.  | Cúcuta Deportivo       | 6   | 3 | 1 | 2 | 006:400 | +2    | 10     |
| 2.  | Independiente Medellín | 6   | 3 | 0 | 3 | 012:700 | +5    | 09     |
| 3.  | Millonarios            | 6   | 3 | 0 | 3 | 006:100 | −4    | 09     |
| 4.  | Atlético Huila         | 6   | 2 | 1 | 3 | 007:100 | −3    | 07     |

### Finale
| Datum                                                 |                  | Ergebnis |                  | Ort    |
| ----------------------------------------------------- | ---------------- | -------- | ---------------- | ------ |
| 17.12.2006                                            | Cúcuta Deportivo | 1:0      | Deportes Tolima  | Cúcuta |
| 20.12.2006                                            | Deportes Tolima  | 1:1      | Cúcuta Deportivo | Ibagué |
| Gesamt:                                               | Cúcuta Deportivo | 2:1      | Deportes Tolima  |        |
| damit wurde Cúcuta Deportivo Meister der Finalización |                  |          |                  |        |

### Torschützenliste
Bei gleicher Anzahl von Treffern sind die Spieler alphabetisch geordnet.
| Pl. | Spieler               | Mannschaft             | Tore |
| --- | --------------------- | ---------------------- | ---- |
| 1.  | Diego Álvarez Sánchez | Independiente Medellín | 11   |
| 1.  | John Charria          | Deportes Tolima        | 11   |
| 3.  | Orlando Ballesteros   | Millonarios            | 10   |
| 4.  | Blas Pérez            | Cúcuta Deportivo       | 9    |
| 5.  | Jersson González      | Boyacá Chicó           | 8    |
| 5.  | Lin Carlos Henry      | Cúcuta Deportivo       | 8    |
| 5.  | Jorge Perlaza         | Deportes Quindío       | 8    |
| 5.  | Carlos Rodas          | Deportivo Pasto        | 8    |

## Gesamttabelle
Für die Reclasificación wurden alle Spiele der Spielzeit 2006 sowohl der Ligaphase als auch der Finalrunde zusammengezählt, um die weiteren Teilnehmer neben den jeweiligen Meistern der Halbserien an den kontinentalen Wettbewerben zu ermitteln.
| Pl. | Verein                 | Sp. | S  | U  | N  | Tore    | Diff. | Punkte |
| --- | ---------------------- | --- | -- | -- | -- | ------- | ----- | ------ |
| 1.  | Cúcuta Deportivo       | 50  | 27 | 11 | 12 | 067:450 | +22   | 92     |
| 2.  | Deportes Tolima        | 50  | 25 | 13 | 12 | 089:510 | +38   | 88     |
| 3.  | Deportivo Pasto        | 50  | 23 | 13 | 14 | 070:530 | +17   | 82     |
| 4.  | Atlético Nacional      | 48  | 22 | 9  | 17 | 062:490 | +13   | 75     |
| 5.  | Millonarios            | 48  | 19 | 12 | 17 | 061:600 | +1    | 69     |
| 6.  | Deportivo Cali         | 44  | 17 | 15 | 12 | 055:460 | +9    | 66     |
| 7.  | Once Caldas            | 42  | 17 | 12 | 13 | 061:560 | +5    | 63     |
| 8.  | Atlético Huila         | 42  | 17 | 7  | 18 | 049:600 | −11   | 58     |
| 9.  | Boyacá Chicó           | 42  | 15 | 12 | 15 | 048:470 | +1    | 57     |
| 10. | Deportivo Pereira      | 42  | 14 | 13 | 15 | 053:520 | +1    | 55     |
| 11. | Independiente Medellín | 42  | 16 | 7  | 19 | 047:620 | −15   | 55     |
| 12. | Deportes Quindío       | 36  | 16 | 6  | 14 | 042:420 | ±0    | 54     |
| 13. | Santa Fe               | 36  | 11 | 11 | 14 | 058:620 | −4    | 44     |
| 14. | América de Cali        | 36  | 11 | 7  | 18 | 040:580 | −18   | 40     |
| 15. | Atlético Bucaramanga   | 36  | 10 | 7  | 19 | 039:550 | −16   | 37     |
| 16. | Junior                 | 36  | 9  | 10 | 17 | 041:580 | −17   | 37     |
| 17. | Envigado FC            | 36  | 8  | 10 | 18 | 034:540 | −20   | 34     |
| 18. | Real Cartagena         | 36  | 9  | 5  | 22 | 031:470 | −16   | 32     |

## Abstieg
Für die Abstiegstabelle wurden die Hin- und Rückserien der Jahre 2004, 2005 und 2006 zusammengezählt. Dabei wird die Gesamtpunktzahl durch die Anzahl der in der Ligaphase gespielten Spiele geteilt und hochgerechnet. Direkter Absteiger war Envigado FC, während Atlético Huila die Relegation gegen den Zweiten der Categoría Primera B, Valledupar FC spielen musste.

### Relegation
| Datum      |                | Ergebnis |                | Ort        |
| ---------- | -------------- | -------- | -------------- | ---------- |
| 22.11.2006 | Valledupar FC  | 0:1      | Atlético Huila | Valledupar |
| 29.11.2006 | Atlético Huila | 2:0      | Valledupar FC  | Neiva      |
| Gesamt:    | Valledupar FC  | 0:3      | Atlético Huila |            |

Atlético Huila konnte sich gegen Valledupar FC durchsetzen und blieb somit in der ersten Liga